# Rutilotrixa carinata
Rutilotrixa carinata är en tvåvingeart som beskrevs av Barraclough 1992. Rutilotrixa carinata ingår i släktet Rutilotrixa och familjen parasitflugor. Inga underarter finns listade i Catalogue of Life.